# Munir Mohand Mohamedi
Munir Mohand Mohamedi El Kajoui (Melilha, 10 de maio de 1989) é um futebolista marroquino que atua como goleiro. Atualmente, joga pelo RS Berkane.

## Carreira
Munir Mohand Mohamedi fez parte do elenco da Seleção Marroquina de Futebol na Campeonato Africano das Nações de 2017.